# تشارلز كينت
تشارلز كينت (بالإنجليزية: Charles Kent)‏ هو مخرج وممثل أمريكي (وحمل سابقاً جنسية المملكة المتحدة لبريطانيا العظمى وأيرلندا)، ولد في 18 يونيو 1852 بلندن في المملكة المتحدة، وتوفي في 21 مايو 1923 ببروكلين في الولايات المتحدة.

## وصلات خارجية
- تشارلز كينت على موقع IMDb (الإنجليزية)
- تشارلز كينت على موقع ألو سيني (الفرنسية)
- تشارلز كينت على موقع أول موفي (الإنجليزية)
- تشارلز كينت على موقع قاعدة بيانات برودواي على الإنترنت (الإنجليزية)
- تشارلز كينت على موقع قاعدة بيانات الأفلام السويدية (السويدية)
- تشارلز كينت على موقع قاعدة بيانات الفيلم (الإنجليزية)
- تشارلز كينت على موقع كينوبويسك (الروسية)